# Iiro Järvi
Iiro Petteri Järvi (* 23. März 1965 in Helsinki) ist ein ehemaliger finnischer Eishockeyspieler, der in seiner aktiven Zeit von 1982 bis 2000 unter anderem für die Québec Nordiques in der National Hockey League und die Frankfurt Lions in der Deutschen Eishockey Liga gespielt hat.

## Karriere
Iiro Järvi begann seine Karriere als Eishockeyspieler in seiner Heimatstadt beim HIFK Helsinki, für dessen Profimannschaft er von 1983 bis 1988 in der SM-liiga aktiv war. Während der Saison 1984/85 absolvierte der Angreifer zudem 15 Spiele für dessen Ligarivalen Reipas Lahti. In der Saison 1985/86 scheiterte er mit dem HIFK erst im Playoff-Finale um die finnische Meisterschaft. Von 1988 bis 1990 spielte er für die Québec Nordiques in der National Hockey League, von denen er bereits im NHL Entry Draft 1983 in der dritten Runde als insgesamt 54. Spieler ausgewählt worden war. Parallel stand er in der Saison 1989/90 auch für deren Farmteam, die Halifax Citadels, in der American Hockey League auf dem Eis. Bei diesen begann er auch die folgende Spielzeit, wechselte nach nur fünf Spielen in der Saison 1990/91 jedoch zum EC KAC, mit dem er Österreichischer Meister wurde.
Von 1991 bis 1996 spielte Järvi wieder für seinen Heimatclub HIFK Helsinki in der finnischen SM-liiga, ehe er für die Saison 1996/97 zu den Frankfurt Lions aus der Deutschen Eishockey Liga wechselte. In der folgenden Spielzeit belegte der ehemalige NHL-Spieler mit seinem Ex-Club EC KAC den zweiten Platz in der Alpenliga. Nach je einem weiteren Jahr in Finnland bei SaiPa Lappeenranta und den Newcastle Riverkings in der Ice Hockey Superleague beendete der Olympiateilnehmer von 1988 im Alter von 35 Jahren seine Karriere.

### International
Für Finnland nahm Järvi an den Junioren-Weltmeisterschaften 1983, 1984 und 1985 sowie den Weltmeisterschaften 1987 und 1989 teil. Des Weiteren stand er im Aufgebot Finnlands bei den Olympischen Winterspielen 1988 in Calgary und dem Canada Cup 1987 und 1991.

## Erfolge und Auszeichnungen
- 1984 Silbermedaille bei der Junioren-Weltmeisterschaft
- 1986 Finnischer Vizemeister mit dem HIFK Helsinki
- 1988 Silbermedaille bei den Olympischen Winterspielen
- 1991 Österreichischer Meister mit dem EC KAC
- 1998 2. Platz in der Alpenliga mit dem EC KAC
- 2013 Aufnahme in die Finnische Eishockey-Ruhmeshalle